# Canthochilum gundlachi
Canthochilum gundlachi är en skalbaggsart som beskrevs av Edgar von Harold 1868. Canthochilum gundlachi ingår i släktet Canthochilum och familjen bladhorningar. Inga underarter finns listade.